# Rings Around the World
Albums de Super Furry Animals
Mwng
(2000) Phantom Power (en)
(2003)
Rings Around the World est un album de Super Furry Animals, sorti en 2001.

## L'album
Premier album du groupe dans une major après la fermeture de leur maison indépendante, Creation Records, Rolling Stone le décrit comme « un chef-d’œuvre musical à grande échelle avec un clin d’œil entendu ».
L'album atteint la 3e place des charts britanniques et est nommé pour les Mercury Music Prize. 

### Récompenses
| Publication                              | Pays        | Récompense                               | Classement | Année |
| ---------------------------------------- | ----------- | ---------------------------------------- | ---------- | ----- |
| Eye Weekly                               | Canada      | Albums of the year 2001                  | 10         | 2001  |
| Les Inrockuptibles                       | France      | 2001 Critics Albums                      | 37         | 2001  |
| Iguana Music                             | Espagne     | Best albums 2001                         | 6          | 2001  |
| Mondo Sonoro                             | Espagne     | Best records 2001                        | 9          | 2001  |
| Rock De Luxe                             | Espagne     | Best records 2001                        | 22         | 2001  |
| Mercury Music Prize                      | Royaume-Uni | 2001                                     | *          | 2001  |
| Mojo                                     | Royaume-Uni | Mojo albums of 2001                      | 1          | 2001  |
| NME                                      | Royaume-Uni | Albums of 2001                           | 11         | 2001  |
| NME                                      | Royaume-Uni | 100 Greatest Albums of the Decade        | 29         | 2009  |
| Q                                        | Royaume-Uni | End of year lists                        | *          | 2001  |
| Record Collector                         | Royaume-Uni | Best of 2001: New albums                 | *          | 2001  |
| 1001 Albums You Must Hear Before You Die | États-Unis  | 1001 Albums You Must Hear Before You Die | *          | 2006  |
| Spin                                     | États-Unis  | The 40 Best Albums of 2002               | 38         | 2002  |
| The Village Voice                        | États-Unis  | Pazz & Jop Albums of 2001                | 126        | 2001  |
| The Village Voice                        | États-Unis  | Pazz & Jop Albums of 2002                | 29         | 2002  |

### Titres
Tous les titres sont crédités au nom du groupe, sauf mentions. 
1. Alternate Route to Vulcan Street (4:31)
2. Sidewalk Serfer Girl (4:01)
3. (Drawing) Rings Around the World (3:29)
4. It's Not the End of the World? (3:25)
5. Receptacle for the Respectable (4:32)
6. [A] Touch Sensitive (Instrumental) (sample de Dave Alexander, Ron Asheton, Scott Asheton et Iggy Pop (3:07)
7. Shoot Doris Day (3:38)
8. Miniature (Instrumental) (0:40)
9. No Sympathy (6:57)
10. Juxtapozed with U (3:08)
11. Presidential Suite (5:24)
12. Run! Christian, Run! (7:20)
13. Fragile Happiness (2:35)

### Musiciens
- Gruff Rhys : voix, guitare rythmique, harmonica
- Huw Bunford : guitare électrique, voix, pedal steel guitar
- Guto Pryce : basse
- Cian Ciaran : claviers, voix
- Dafydd Ieuan : batterie, voix
- Howard Gott, Harriet Harris, Sally Herbert, Steven Hussey, Jackie Norrie, Sonia Slany, Lucy Theo, Brian Wright, Nick Barr, Sophia Sirota, Clare Smith : violons
- Nick Cooper, Sophie Harris : violoncelles
- Matt Sibley : saxophone
- Gary Alesbrook : trompette
- Tony Robinson : trompette, basson, trombone
- Beti Rhys : harpe
- John Telfer : flute
- John Cale, Osian Gwynedd : pianos
- Kris Jenkins : percussions
- Anna Smith : voix
- Paul McCartney : Caméo (carottes et céleris)

### Charts
| Chart                   | Place position |
| ----------------------- | -------------- |
| UK Albums Chart         | 3              |
| U.S. Independent Albums | 32             |